# Ömer Seyfettin
Ömer Seyfettin (Gönen, 1884. március 11. – Isztambul, 1920. március 6.) török nacionalista író, katonatiszt, tanár. Irodalmárként élete végéig küzdött a török nyelv megújításáért, a török nemzeti irodalom létrejöttéért, valamint a perzsa és arab szavak, kifejezések lecseréléséért. Ez utóbbinak – Ziya Gökalppal közösen – élharcosa volt, és műveiben az utcai, hétköznapi nyelvet használta, mellyel Törökországban rendkívüli népszerűségre tett szert.

## Életrajz
Apja, Ömer Şevki Bey százados a Kaukázusból származott, és beosztása miatt gyakran kellett váltogatni a lakhelyét, így anyjával, Fatma Hanımmal később Isztambulba költözött.
1903-ban kezdte tanulmányait az edirnei katonai középiskolában, melyet az isztambuli főiskolán (Mekteb-i Harbiye-i Şahâne, ma: Kara Harp Okulu) fejezett be, ezt követően főhadnagyi rangban İzmirben tanított.
1911-ben kilépett a hadseregből, de az I. balkáni háborúban behívták, de görög fogságba esett, egy évvel később szabadult. Ezután rövid ideig a Türk Sözü (Török Szó) újságnál főszerkesztő volt. 1914-ben az isztambuli Kabataş Fiú Líceum (Kabataş Erkek Lisesi) irodalom tanára lett.
Az első világháború alatt a Yeni Mecmua (Új folyóirat) c. irodalmi lapba írt elbeszéléseket.
1915-ben megnősült, egy lánya született.
1920-ban betegsége elhatalmasodott és a kórházba kerülését követően néhány nappal később elhunyt.

## Törökül megjelent művei

### Regényei
- Ashâb-ı Kehfimiz (1918)
- Efruz Bey (1919)
- Yalnız Efe (1919)

### Értekezései
- Yarınki Turan Devleti

### Novellái
- Yüksek Ökçeler (Tűsarkú cipők). Bilgi Yayınevi[3] (évszám nélkül). ISBN 9789754940305

## Magyarul
- Hárem. 22 válogatott elbeszélés; ford. Puskás László; Magyar-Török Baráti Társaság, Bp., 1992 ISBN 963-04-2537-8